# Konso
Konso (també conegut com a Karati) és una ciutat al riu Sagan al sud-oest d'Etiòpia. El centre administratiu del woreda especial de Konso de les Nacions del Sud, Nacionalitats i Pobles Meridionals, amb una altura de 1.650 metres. També se l'anomena Pakawle per alguns dels habitants veïns. Està inscrit a la llista del Patrimoni de la Humanitat de la UNESCO des del 2011.